# Doryphoribius elleneddiei
Espèce
Doryphoribius elleneddiei est une espèce de tardigrades de la famille des Isohypsibiidae.

## Distribution
Cette espèce est endémique du Kansas aux États-Unis.

## Publication originale
- Haefke, Spiers, Miller & Lowman, 2014 : Tardigrades of the Canopy: Doryphoribius elleneddiei nov. sp. (Eutardigrada, Parachela, Hypsibiidae), a New Species from Eastern Kansas, U.S.A. Transactions of the Kansas Academy of Science, vol. 117, no 3/4, p. 299-304.